# باریک‌خرس شمالی
باریک‌خرس شمالی (نام علمی: Bassaricyon gabbii) نام یک گونه از سرده باریک‌خرس است.